# Alban Lafont
Pour les articles homonymes, voir Lafont.
Alban Lafont, né le 23 janvier 1999 à Ouagadougou (Burkina Faso), est un footballeur franco-burkinabé qui évolue au poste de gardien de but au Panathinaïkós, en prêt du FC Nantes.
Il est appelé en équipe de France en 2022 mais n'étant pas entré en jeu, il ne compte aucune sélection.

## Biographie

### Enfance et formation
Alban Lafont est le fils d'un couple franco-burkinabé. Son père, Rolland Lafont, est un chef d'entreprise français, et sa mère, Laurence Ilboudo Marchal, est une cheffe d'entreprise burkinabée, élue députée à l'Assemblée nationale burkinabé en janvier 2016 et Ministre de la Femme, de la Solidarité, de la Famille et de l'Action humanitaire de janvier 2018 à décembre 2021.   
Le 23 janvier 1999, Alban Lafont naît à Ouagadougou au Burkina Faso, ville où ses parents travaillent. En juillet 2001, ses parents se séparent et divorcent, alors qu'Alban n'a que deux ans et que son frère, Florian, en a cinq. Tous deux restent avec leur père qui a obtenu la garde légale des enfants. Ils s’installent en France en août 2008.  
Il commence la pratique du football à Ouagadougou en 2005 à 6 ans, et en France à l'AS Lattoise en périphérie de Montpellier en septembre 2008. Il joue alors au poste d'attaquant pendant deux années avant d'occuper le poste de gardien de but. Il reste licencié à l'AS Lattoise jusqu'en 2014 tout en intégrant également le Pôle Espoirs de Castelmaurou entre 2012 et 2014.

### Toulouse FC
En 2014, il rejoint le centre de formation du Toulouse FC, avec lequel il intègre l'équipe des moins de 17 ans. Il rejoint ensuite les moins de 19 ans, puis l'équipe réserve en CFA 2 en 2015, avec laquelle il joue un match. 
En sélection, il joue cinq matchs avec les moins de 16 ans en 2015, puis deux rencontres avec les moins de 17 ans la même année.
Durant la saison 2015-2016, le club connait une grave crise au niveau du poste de gardien de but. Ni Mauro Goicoechea, ni Ali Ahamada ne parviennent à garder leur cage inviolée ne serait-ce qu'un match, ce qui met en péril la pérennité du club en Ligue 1. 
Signant son premier contrat professionnel en novembre 2015 à seize ans et dix mois, il est aligné dans un premier temps lors d'un match amical contre Eibar le 12 novembre,, avant d'être lancé comme titulaire en championnat le 28 novembre 2015 lors de la réception de l'OGC Nice. Il est alors, âgé de 16 ans et 309 jours, le gardien de but titulaire le plus jeune de Ligue 1, ainsi que le second joueur le plus jeune à démarrer un match professionnel en Ligue 1 derrière Laurent Paganelli (15 ans et 10 mois).
Il est à nouveau titularisé quelques jours plus tard contre Troyes, lors d'une victoire 0-3. Ses débuts sont remarqués, n'ayant pris aucun but lors de ses deux premiers matchs officiels, et ayant réalisé des parades décisives.
Le 14 mai 2016, Toulouse se maintient officiellement lors de la dernière journée de Ligue 1 en gagnant face à Angers (3-2).
Titulaire dans les buts toulousains au cours des deux saisons suivantes, Lafont joue trente-six matchs de championnat en 2016-2017 puis l'intégralité des trente-huit matchs de Ligue 1 en 2017-2018.

### ACF Fiorentina
Le 2 juillet 2018, Alban Lafont quitte le TFC et s'engage pour cinq ans avec l'ACF Fiorentina. 
Il garde les buts de la Fiorentina à trente-quatre reprises en Serie A lors de sa première saison en Italie.

### FC Nantes
Le 29 juin 2019, Alban Lafont est prêté pour deux saisons avec option d'achat au FC Nantes.  
Après une première saison inégale, il s'affirme lors de l'exercice 2020-2021 malgré la saison compliquée de son équipe. Le 29 avril 2021, il signe un contrat de trois ans en faveur du FC Nantes. En août, il est nommé capitaine par Antoine Kombouaré pour la saison à venir.  
Le 19 février 2022, il obtient la note maximale de 10/10 dans L'Equipe après la victoire du FC Nantes contre le Paris-Saint-Germain (3-1). Il est seulement le troisième gardien à obtenir une telle note dans l'histoire du journal. En fin de saison, il remporte la Coupe de France avec son club face à l'OGC Nice (0-1), puis est nommé pour le titre de meilleur gardien de Ligue 1 aux Trophées UNFP 2021-2022, finalement obtenu par Giuanluigi Donnarumma.
Il sort blessé lors de la première journée de Ligue 1 2023-2024. Atteint « d'une côte fracturée et d'un pneumothorax », il est absent de toute compétition pour plusieurs semaines. Pendant sa convalescence, il prolonge son contrat, se terminant initialement en fin de saison, jusqu'en juin 2027.

#### Prêt au
Le 17 juillet 2025, Alban Lafont est prêté pour une durée d'un an sans option d'achat au Panathinaïkós,,.

### Carrière internationale
Alban Lafont est sélectionné pour la Coupe du monde des moins de 20 ans en 2017. Surclassé par la Fédération française de football pour cette compétition, il est titularisé à deux reprises par le sélectionneur Ludovic Batelli. Paul Bernardoni est lui aussi titularisé à deux reprises lors des matchs de poules mais Lafont lui est préféré pour le huitième de finale perdu par la France 2-1 face à l'Italie.
Lafont est également convoqué en équipe de France des moins de 20 ans pour la Coupe du monde 2019. Il est titulaire au cours de deux des quatre matchs des Bleuets, qui sont éliminés au stade des huitièmes de finale.
En mars 2022, il reçoit une pré-convocation en équipe de France. Le 19 septembre 2022, il est convoqué pour la première fois dans la liste de Didier Deschamps avec les Bleus en remplacement d'Hugo Lloris, forfait, sans entrer en jeu.

## Statistiques
| Saison                | Club                  | Championnat           | Championnat | Championnat | Coupe nationale | Coupe nationale | Coupe de la Ligue | Coupe de la Ligue | Compétition(s) continentale(s) | Compétition(s) continentale(s) | Compétition(s) continentale(s) | Barrages | Barrages | Total | Total |
| Saison                | Club                  | Division              | M.          | B.          | M.              | B.              | M.                | B.                | Comp.                          | M.                             | B.                             | M.       | B.       | M.    | B.    |
| 2015-2016             | Toulouse FC           | Ligue 1               | 24          | 0           | -               | -               | -                 | -                 | -                              | -                              | -                              | -        | -        | 24    | 0     |
| 2016-2017             | Toulouse FC           | Ligue 1               | 36          | 0           | 1               | 0               | 1                 | 0                 | -                              | -                              | -                              | -        | -        | 38    | 0     |
| 2017-2018             | Toulouse FC           | Ligue 1               | 38          | 0           | 1               | 0               | 3                 | 0                 | -                              | -                              | -                              | 2        | 0        | 44    | 0     |
| Sous-total            | Sous-total            | Sous-total            | 98          | 0           | 2               | 0               | 4                 | 0                 | -                              | 0                              | 0                              | 2        | 0        | 106   | 0     |
| 2018-2019             | ACF Fiorentina        | Serie A               | 34          | 0           | 4               | 0               | -                 | -                 | -                              | -                              | -                              | -        | -        | 38    | 0     |
| 2019-2020             | FC Nantes (prêt)      | Ligue 1               | 27          | 0           | 2               | 0               | -                 | -                 | -                              | -                              | -                              | -        | -        | 29    | 0     |
| 2020-2021             | FC Nantes (prêt)      | Ligue 1               | 38          | 0           | 0               | 0               | -                 | -                 | -                              | -                              | -                              | 2        | 0        | 40    | 0     |
| 2021-2022             | FC Nantes             | Ligue 1               | 38          | 0           | 1               | 0               | -                 | -                 | -                              | -                              | -                              | -        | -        | 39    | 0     |
| 2022-2023             | FC Nantes             | Ligue 1               | 37          | 0           | 3               | 0               | -                 | -                 | C3                             | 8                              | 0                              | -        | -        | 48    | 0     |
| 2023-2024             | FC Nantes             | Ligue 1               | 28          | 0           | 2               | 0               | -                 | -                 | -                              | -                              | -                              | -        | -        | 30    | 0     |
| 2024-2025             | FC Nantes             | Ligue 1               | 12          | 0           | -               | -               | -                 | -                 | -                              | -                              | -                              | -        | -        | 12    | 0     |
| Sous-total            | Sous-total            | Sous-total            | 180         | 0           | 8               | 0               | 0                 | 0                 | -                              | 8                              | 0                              | 2        | 0        | 198   | 0     |
| Total sur la carrière | Total sur la carrière | Total sur la carrière | 312         | 0           | 14              | 0               | 4                 | 0                 | -                              | 8                              | 0                              | 4        | 0        | 342   | 0     |

## Palmarès
Avec le FC Nantes, Alban Lafont remporte la Coupe de France en 2022 puis en est finaliste en 2023. Il est également finaliste du Trophée des champions en 2022.
| FC Nantes (1)                                                                                          |
| --- |
| - Coupe de France : - Vainqueur : 2022 - Finaliste : 2023 - Trophée des Champions : - Finaliste : 2022 |